# Sotikow-Gletscher
Der Sotikow-Gletscher ist ein 13 km langer Gletscher in der antarktischen Ross Dependency. In den Prince Olav Mountains des Königin-Maud-Gebirges fließt er in nordöstlicher Richtung vom Mount Fisher zum Liv-Gletscher, den er unmittelbar östlich des Hardiman Peak erreicht.
Das Advisory Committee on Antarctic Names benannte ihn nach dem sowjetischen Glaziologen Igor Alexejewitsch Sotikow (1926–2010), der als Austauschwissenschaftler im Rahmen des United States Antarctic Research Program im Jahr 1965 auf der McMurdo-Station tätig war.